# Steve Corica
Stephen „Steve” Christopher Corica (ur. 24 marca 1973 w Innisfail) – australijski piłkarz pochodzenia włoskiego występujący na pozycji pomocnika.

## Kariera klubowa
Corica seniorską karierę rozpoczynał w 1989 roku w klubie AIS. W 1990 roku odszedł do Marconi Stallions. W 1993 roku zdobył z nim mistrzostwo NSL. W 1995 roku trafił do angielskiego Leicester City z Division One. W tych rozgrywkach zadebiutował 12 sierpnia 1995 roku w wygranym 2:1 pojedynku z Sunderlandem. W Leicester spędził ponad pół roku.
Na początku 1996 odszedł do Wolverhamptonu, także grającego w Division One. Pierwszy ligowy mecz zaliczył tam 17 lutego 1996 roku przeciwko Norwich City (3:2). W Wolverhampton spędził 4 lata.
W 2000 roku przeszedł do japońskiego Sanfrecce Hiroszima z J-League. Spędził tam sezony 2000 oraz 2001. W 2002 roku wrócił do Anglii, gdzie został graczem zespołu Walsall z Division One. W 2004 roku, po spadku Walsall do League One, odszedł z klubu.
Wrócił wówczas do Australii, gdzie został zawodnikiem ekipy Sydney FC z nowo utworzonej A-League. W tych rozgrywkach zadebiutował 28 sierpnia 2005 roku w zremisowanym 1:1 spotkaniu z Melbourne Victory. 23 września 2005 roku w wygranym 3:1 pojedynku z Brisbane Roar strzelił pierwszego gola w A-League. W tym samym roku zdobył z zespołem Klubowe mistrzostwo Oceanii, a w 2006 roku mistrzostwo Australii. W 2010 roku ponownie zdobył z klubem mistrzostwo Australii. W tym samym roku zakończył karierę.

## Kariera reprezentacyjna
W 1992 roku Corica był uczestnikiem Letnich Igrzysk Olimpijskich, które Australia zakończyła na 4. miejscu. W reprezentacji Australii zadebiutował 16 kwietnia 1993 roku w wygranym 1:0 towarzyskim pojedynku z Kuwejtem.
15 lutego 1995 roku w wygranym 2:1 towarzyskim spotkaniu z Japonią Corica strzelił pierwszego gola w kadrze narodowej. W 1996 roku ponownie wziął udział w Letnich Igrzyskach Olimpijskich, które Australia ponownie zakończyła na fazie grupowej. W 2000 roku był uczestnikiem Pucharze Narodów Oceanii, którego zwycięzcą została właśnie Australia.
W 2001 roku został powołany do kadry na Puchar Konfederacji. Zagrał na nim w meczach z Meksykiem (2:0), Francją (1:0), Koreą Południową (0:1), Japonią (0:1) i Brazylią (1:0). Tamten turniej Australia zakończyła na 3. miejscu.
W latach 1993–2006 w drużynie narodowej Corica rozegrał w sumie 32 spotkania i zdobył 5 bramek.